# 斯陶爾布里奇足球會
斯陶爾布里奇足球會（Stourbridge Football Club）是一支位於英格蘭西密德蘭郡斯陶爾布里奇的職業足球會，目前於英格蘭足球南部聯賽（超聯組中）角逐。

## 外部連結
- 官方网站
- Unofficial Fanzine Website